# Aspidostoma coronatum
Aspidostoma coronatum is een mosdiertjessoort uit de familie van de Aspidostomatidae. De wetenschappelijke naam van de soort is, als Mucronella coronata, voor het eerst geldig gepubliceerd in 1924 door Thornely.